# 高雄市公車紅30路
高雄市公車紅30路（原建工幹線），由漢程客運營運。起點為澄清湖棒球場，終點為高雄車站（同愛街口）。

## 歷史
- 本路線於2014年4月1日前為紅30路公車，由南台灣客運營運，自捷運後驛站發車開往國立高雄應用科技大學[3]，後配合棋盤式公車計畫改為建工幹線，將起點站改至高雄市立澄清湖棒球場，終點站延伸至高雄車站（同愛街口），原捷運後驛站至高應大的路線則改成紅30B路線（區間直達車，僅於非寒暑假的平日行駛，只停靠高雄工職和高應大，主要提供高雄高工的學生於放學時段快速前往捷運站），並投入9輛電動公車營運。[4][5]
- 2015年5月1日：每逢周一澄清湖休園，白天不繞駛「澄清湖」站。
- 2019年2月22日：新增「林森路口」站。
- 2019年8月21日：新增「臺鐵三塊厝站（自立路）」。
- 2019年9月1日：取消「建工幹線」名稱。
- 2020年3月16日：由漢程客運接駛繼續營運。
- 2021年3月1日：紅30區間車停駛。
- 2021年9月1日：「高客自立站」更名為「自立十全路口」、「高雄火車站（同愛街口）」更名為「高雄車站（建國路）」、「林森路口」站更名為「建國林森路口」。

## 路線基本資料
- 本路線僅平日部分時段行駛，平日其餘時段及假日則行駛紅31路[6]。
- 全程行車里數約10.8公里，全程行車時間約47分。往高雄市立澄清湖棒球場34站，往高雄車站（建國路）32站。
- 自高雄車站（建國路）起，沿建國二路、自立一路、察哈爾街、博愛一路、北平一街、同盟一路、自由一路、十全一路、民族一路、建工路、本館路、澄清路、大埤路、長庚路、公園路、山水路、忠誠路至實際迄站忠誠路口。

## 停站
參見右側路線圖

## 外部連結
- 高雄市公車動態資訊系統 （页面存档备份，存于）
- 漢程客運官網 （页面存档备份，存于）
- 轉動高雄青春夢的Facebook專頁